# Valdemarin (cognome)
Valdemarin è un cognome di lingua italiana.

## Varianti
Il cognome non presenta varianti.

## Origine e diffusione
Il cognome è tipicamente veneto.
Potrebbe derivare dal germanico walda, "potenza", e maru, "fama", quest'ultimo elemento presente anche in Adimari.

## Persone
- Mario Valdemarin (1926-2023) – attore italiano